# Raessens
Raessens (vroeger ook wel Raes, Raess en Raessen) is een oorspronkelijk Brabants geslacht waarvan de leden vanaf 1630 de volledige naam Raessens dragen. Haar oorsprong gaat terug tot 1510.

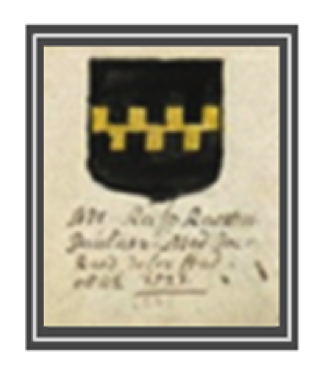
Familiewapen van Raessen(s): Een zwart schild waarop gouden aaneengesloten orthogonale blokken te zien zijn die samen een coronamordening vormen

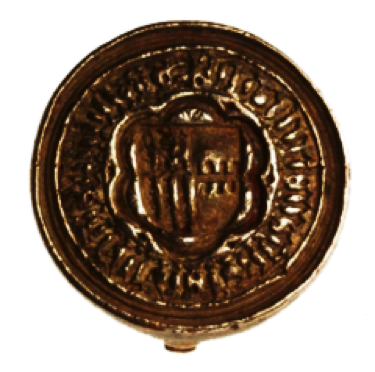
Eerste Raessen(s) familiebeeltenis met familiewapen

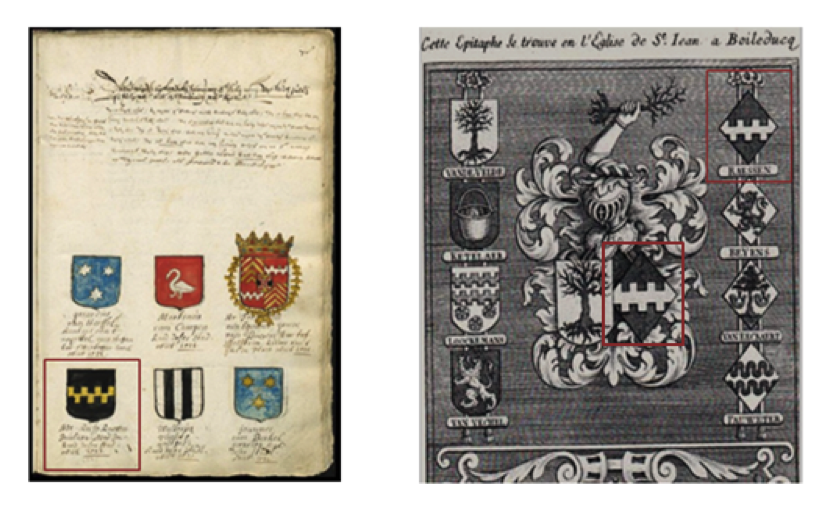
Verscheidene documentatie familiewapen Raessen(s)

## Parenteel Raes(s)en(s) familienaam
De naam "Raessen(s)" is een patronym voor Raes = Erasmus (Jerassemus) die afkomstig is uit de stamreeks RAESSENS. (terug te vinden in De Brabantse leeuw (Gens Nostra), no. 5/6, p. 185 (Elisabeth Gerardus Raessens) door C.J. van Hunnik.

## Wapen Raes(s)en(s)
Het Raessen(s) familiewapen bevat een zwart schild waarop aaneengesloten gouden orthogonale blokken te zien zijn, die tezamen een gouden beurtelings gekanteelde dwarsbalk vormen. Deze is de laatste jaren niet veel zichtbaar meer, maar nog wel terug te vinden in gedateerde documentatie en oude panden die toebehoorde aan de familie.

## Origine geschiedenis Raessen(s) (1510 – heden)
De eerste Raessen (d.v. de Bossche schepen Rasonis Raessen de Sophia Vuchts) (1510, + 18-10-1558) vestigde zich in ’s-Hertogenbosch en behoorde tot de uiterst welgestelde inwoners van de stad. Raessen bekleedde in het midden van de 16e eeuw diverse bestuursfuncties en deelnemingen binnen de Bossche broederschapsverbanden. Het Raessen grafmonument is nog altijd te bezichtigen in de Kathedrale Basiliek van Sint Jan Evangelist in ‘s-Hertogenbosch.

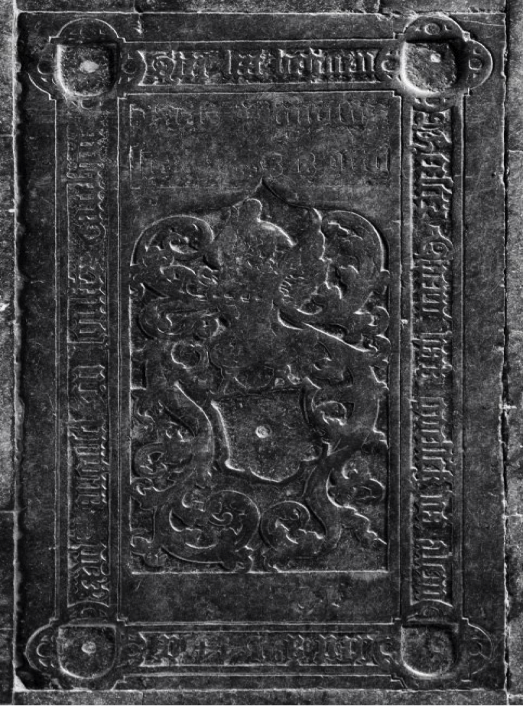
Grafmonument te Kathedrale Basiliek van Sint Jan Evangelist 's-Hertogenbosch

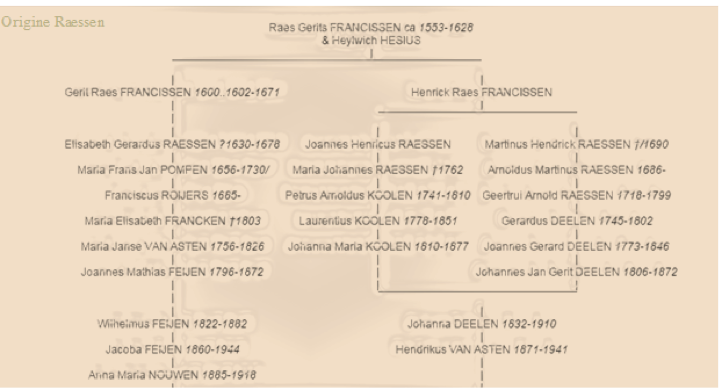
Deel stamreeks origine (1553-1941)

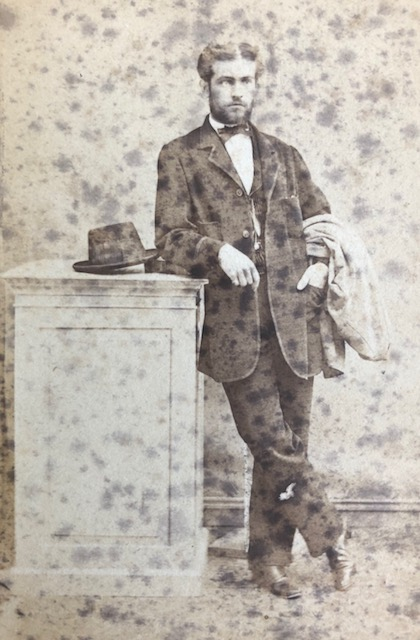
E.H.B.C. Raessens FamilieBeeltenis

## Raessens burgemeesters Eindhoven
Diverse Raessens hebben in het verleden het hoogste ambt van Eindhoven bekleed en hebben zo allen op hun eigen manier de stad vorm gegeven. In volgorde van tijd zijn dit de burgemeesters:
- Martinus Raessens (Leende, 3 februari 1650 - onbekend, 1712)

Burgemeester van Eindhoven in 1682 tot 1683
- Aert Raessens (Leende, 27 oktober 1637 - 31 december 1690)

Burgemeester van Eindhoven in 1685 tot 1686
- Raes Gerits Raessens (Leende, 16 september 1629 – onbekend,1683)

Burgemeester van Eindhoven in 1675 en 1676
- Hendrik Raessens

Burgemeester van Eindhoven in 1707 en 1708
- Gerardus Arnoldus Raessens

Burgemeester van Eindhoven in 1721 en 1722
- Johan Raessens

Burgemeester van Eindhoven in 1762 en 1763

## Raessens Houtindustrie
Lambertus Raessens (1815-1900) was de grondlegger van Houtindustrie Raessens (voormalig Timmerfabriek Noor). Zijn zoon Martinus Raessens heeft de voormalige werkplaats uitgebouwd tot een grote fabriek gelegen aan beide zijden van de Weverstraat. Op ‘timmerliedendag’ 19 maart 1911 werd een vergunning aangevraagd voor de bouw van een stoomtimmerfabriek met schoorsteen voor machinaal zagen en schaven.
De fabriek was aanvankelijk vooral gespecialiseerd in het maken van kozijnen en dakspanten, later kwamen hier ook deuren bij. Vanwege de concurrentie van andere fabrikanten werd de productie na 1945 aangepast en ging het bedrijf over tot het maken van deuren en sigarenkistjes.
Raessens Houtindustrie was destijds een van de grootste werkgevers in de omgeving waardoor de naam Raessens een grote bekendheid genoot. Raessens bouwde een groot aantal woningen voor haar werknemers, zoals aan de Papenvoort (nummers, 5,7 en 9) en aan de Berg (nummers 66, 68, 70 en 72). Een deel van de Weverstraat nabij de houtfabriek werd met planken ‘gepaveld’ en stond destijds bekend als de ‘plankenweg’ (Plankenhof) Raessens bezat veel bosgronden, onder meer het Nuenens Broek. Daarop werden bomen aangeplant, die ter plaatse na het kappen van hun schil werden ontdaan en werden verwerkt tot kozijnen en deuren. Bij de bouw van het Philipsdorp en het Drents dorp in Eindhoven (Strijp) zijn kozijnen en deuren van Raessens gebruikt.
Van de drie firmanten Bertus, Frits en Johan hebben uiteindelijk drie (schoon)zonen de zaak overgenomen. H.M.F. (Harry) Raessens was destijds ook lid van de gemeenteraad van 1953 tot 1966. In 1979 heeft Jan Raessens (1928-1988) de zaak volledig overgenomen. Raessens Houtindustrie heeft officieel bestaan tot 1992. De fabrieksgebouwen zijn definitief gesloopt in het jaar 1996.

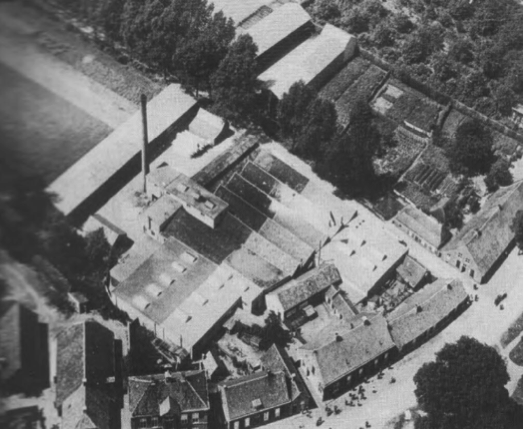
Raessens Houtindustrie foto bovenaanzicht

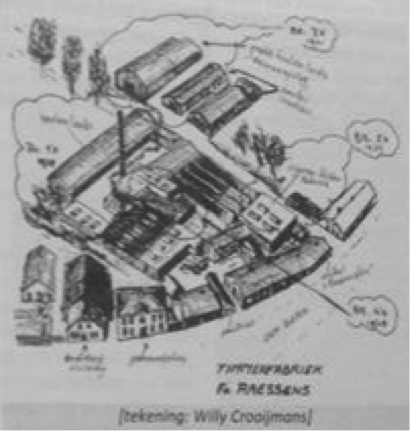
Tekening timmerfabriek gemaakt door Willy Crooijmans

## Overzicht bewaard gebleven monumentale panden Raessens
Alle panden staan op de gemeentelijke monumentenlijst en hebben het kenmerkende Nuenensche monumentschildje

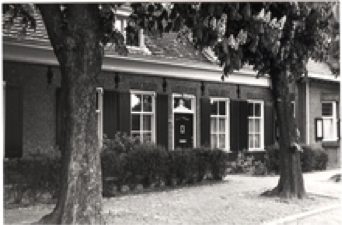
Berg 46 te Nuenen

#### Berg 46 te Nuenen
Hier was vroeger gevestigd de hand- en linnenweverij van Louis Linders, gehuwd met Regina Raessens. Hij begon hier in 1880 een winkel in manufacturen. Huis: eenlaags, zadeldak met dakkapellen en gevel met smeedijzeren sierankers. Gemeentelijk monument. Twee linde- en een kastanjeboom voor het huis. In 1998 is J.C. Stroeve de bewoner. Het staat sinds 19 januari 1993 op de gemeentelijke monumentenlijst

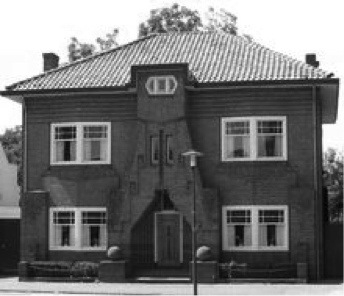
Park 11 te Nuenen

#### Park 11 te Nuenen
Het woonhuis, in de volksmond "huis met de bollen" genoemd, wordt in 1923 in opdracht van de Nuenense fabrikant J. Raessens gebouwd in de stijl van de Amsterdamse school. Architect is F. Wolters.

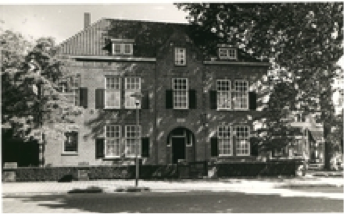
Berg 2 Huize Erica te Nuenen

#### Berg 2 Huize Erica te Nuenen
Huize Erica Berg 2 wordt in 1919 door aannemer Jan van Leuken uit Nuenen gebouwd voor de familie Frits Raessens - van Soest. Erica zou zijn afgeleid van de standplaats van de enige broer van Mevrouw Raassens, nl. H.W. van Soest, die in die tijd benoemd was tot pastoor van Erica in Drenthe. In 1926 wordt er aan de rechterkant een symmetrisch deel aangebouwd.

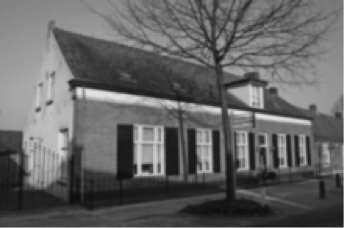
Berg 35 te Nuenen

#### Berg 35 te Nuenen
Het pand op Berg nr. 35 was eigendom van de stoomtimmerfabriek “Noor” van M. Raessens en Zonen.

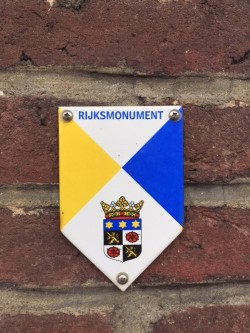
Monumentschildje zoals bevestigd op monumentaal pand Raessens

#### Raessenshof
In Nuenen zijn op het grondgebied van de voormalig Raessens houtfabriek een groot aantal woningen rondom een hof verrezen die vanaf het begin (en immer) de naam Raessenshof draagt als verwijzing naar de bedrijvige periode van weleer.

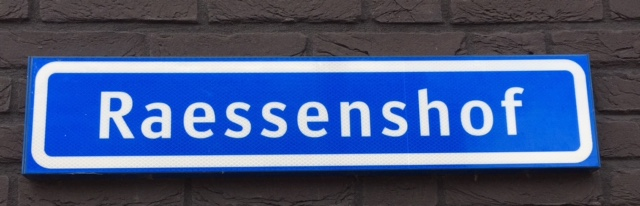
Raessenshof. Voorgesteld bij besluit van burgemeester en wethouders van 24 maart 2009. ondertekst: Lambertus Raessens (1815-1900), grondlegger Stoomtimmerfabriek Noor en Raessens' Houtindustrie, plm 1850

## Vermeldenswaardigheden

#### Eerste telefoon
Het Pand op Berg nummer 35 te Nuenen was oorspronkelijk eigendom van Raessens Houtindustrie. Wegens het belang van de houtfabriek kreeg dit pand telefoon nr. 1. Het pand staat op de gemeentelijke monumentenlijst en heeft een monumentenschildje

#### Treinstation Nuenen
Mede op aansturing van Raessens kreeg Nuenen zijn eerste treinstation
Het station Nuenen heeft 107 jaar bestaan. In 1865 werd de eerste steen gelegd en in 1972 maakte de slopershamer een eind aan het gebouw aan de spoorlijn Eindhoven - Venlo. Het spoor stond met dertien wagons regelmatig geheel vol. Houtindustrie Raessens haalde er dan de bomen af die nodig waren voor het vervaardigen van deuren. Het Station heeft echter vooral naam gemaakt omdat Koningin Wilhelmina en prinses Juliana in 1927 enige dagen met het koninklijk rijtuig bij station Nuenen hebben gestaan toen Wilhelmina een aantal radioredes voor de koloniën in West- en Oost-Indië hield via de experimentele radiozender PCJJ van Philips. Deze uitzendingen zijn in Nederland de start geweest van de korte golf radiotelefonie en kan als zodanig ook worden gezien als de geboortedatum van de Wereldomroep.

#### Oprichting Hockeyclub Nuenen (Hockey Club Nuenen est. 1942)
Tiny Raessens was op 2e pinksterdag 24 mei 1942 lid van het oprichtingscomité van de Hockeyclub Nuenen.